# Lachenalia bachmannii
Lachenalia bachmannii är en sparrisväxtart som beskrevs av John Gilbert Baker. Lachenalia bachmannii ingår i släktet Lachenalia och familjen sparrisväxter. Inga underarter finns listade i Catalogue of Life.